# Cameron (hrabstwo Barron)
Cameron – wieś w Stanach Zjednoczonych, w stanie Wisconsin, w hrabstwie Barron.